# Frémeréville-sous-les-Côtes
Frémeréville-sous-les-Côtes é uma comuna francesa na região administrativa de Grande Leste, no departamento de Meuse. Estende-se por uma área de 6,44 km². Em 2010 a comuna tinha 131 habitantes (densidade: 20,3 hab./km²).